# Trogulus coriziformis
Trogulus coriziformis is een hooiwagen uit de familie kaphooiwagens (Trogulidae).